# Reichseinigung (Ägypten)

Als Reichseinigung wird die Entstehung oder Wiedervereinigung des pharaonischen Zentralstaates bezeichnet. Die Geschichte des Alten Ägypten kennt drei derartige Ereignisse: Die erstmalige Entstehung des Staates in der prädynastischen Zeit, die dem ersten Pharao Menes zugeschrieben wird, die Wiedervereinigung durch Mentuhotep II. im Bürgerkrieg am Ende der Ersten Zwischenzeit sowie die Rückeroberung Unterägyptens durch Pharaoh Ahmose am Ende der Zweiten Zwischenzeit.

## Ikonografie
Ikonografisch wird die Vereinigung durch die Symbolpflanzen von Ober- und Unterägyptens dargestellt, den Lotos und den Papyrus, die entweder von Horus und Seth oder von zwei Hapi-Figuren um die Luftröhre beziehungsweise Arterie eines Tieres gewickelt werden. Weitere Symbole der Vereinigung sind Biene und Binse sowie die Götter Wadjet und Nechbet im Königstitular.

## Erste Reichseinigung
Die erste Reichseinigung von Ober- und Unterägypten wird zumeist Menes zugeschrieben, der als König um 2980 v. Chr. regierte. Als Gründer der 1. Dynastie in der frühdynastischen Zeit ist die Bewertung als „erster Reichseiniger“ jedoch unhistorisch, da sich bereits seine Vorgänger im Rahmen des Vereinigungsfestes als Herrscher von Ober- und Unterägypten verstanden. Die Bezeichnung von Schemau für „Oberägypten“ und Mehu für „Unterägypten“ ist bereits erstmals unter König Iri in der prädynastischen Zeit belegt.

### Zeitraum
Hinsichtlich der ersten Reichseinigung der beiden Landesteile von Ober- und Unterägypten wurde öfter auf den Zeitpunkt von Menes und Narmer verwiesen, wobei noch nicht sicher geklärt ist, ob es sich bei Menes um Narmer oder Aha handelt. Als Hauptquelle dient hierbei die Narmer-Palette, wobei einige Ägyptologen das dort verwendete ikonografische Motiv vom „Schlagen des Feindes“ auf Unterägypten bezogen und Narmer als „Bezwinger des Feindes“ Oberägypten zugerechnet wird. Es bleibt jedoch unklar, ob Narmer einen Sieg über das gesamte Unterägypten oder nur über einige Regionen erzielte. Daneben ist nicht sicher geklärt, ob es sich bei Menes um die erste Reichseinigung handelte oder ob nicht schon vorher ähnliche Vereinigungen vorlagen. Außerdem ist strittig, wie die damaligen Grenzen verliefen, weshalb eine genaue Zuordnung der früheren Landesteile nicht möglich ist.
Wolfgang Helck verweist beispielsweise anhand archäologischer Funde im Zusammenhang mit dem Horusgeleit auf die Möglichkeit, dass belegte Austauschlieferungen für das Bestehen eines zentral regierten Ägyptens bereits vor Narmer sprechen. Gefäßaufschriften und Tonritzungen aus Girga, Tarchan und Abydos gehören zu den frühesten Belegen über den Warenaustausch. Ob es sich im Rahmen des Austausches um Handelsbeziehungen handelte oder rituelle Grundlagen als Anlass dienten, kann aufgrund fehlender Textquellen nicht entschieden werden. Die meisten dieser Gefäßaufschriften sind aus schwarzer Tinte gefertigt und wurden nachträglich eingebrannt. Jochem Kahl sieht denn auch die Tauschobjekte in enger Verbindung zum Horusgeleit als symbolische Gaben des Königs, die in Kultzeremonien im Zusammenhang von Belohnungen hoher Würdenträger standen. Zwei in Naqada gefundene Bildtäfelchen legen die Verknüpfung mit Festaktivitäten während dieser Zeremonie nahe. So trat der König auf dem so genannten Menestäfelchen vor seinen Palast, um die erbrachten Lieferungen zu begutachten.
Als Begründung für frühere Annahmen von Menes als „erstem Reichseiniger“ nennt Wolfgang Helck das erstmalige Aufkommen von protokollierten Annalen. Ergänzend wurde in der Ägyptologie die Frage erörtert, ob es sich um eine friedlich oder gewaltsam herbeigeführte Reichseinigung handelt und ob es überhaupt „die eine Reichseinigung“ gab. Gegen einen einmaligen Reichseinigungsakt sprechen die Inhalte der altägyptischen Quellen, die auf einen größeren Zeitraum verweisen, in welchem zahlreiche Reichseinigungen stattfanden. Insofern lag keine zentral-einmalige Reichseinigung vor. Vielmehr vollzog sich das Zusammenwachsen beider Landesteile über mehrere Jahrhunderte und mehrere Etappen bis zum Mittleren Reich, die von zwischenzeitlichen Trennungen gekennzeichnet waren.

### Vollzug der Reichseinigungen
Neuere Untersuchungen zeigen, dass die Reichseinigungen nicht durch militärische Eroberungen vollzogen wurden, obwohl im Einzelfall kriegerische Auseinandersetzungen vorgekommen sind. Der beispielsweise früher öfter hergestellte Zusammenhang zwischen der Gesamtanzahl von Gefangenen unter Narmer in Verbindung mit einer militärischen Auseinandersetzung kann nicht mehr aufrechterhalten werden. Eine Heeresgröße von mehr als 100.000 Personen lässt sich im Alten Reich nicht belegen, weshalb wahrscheinlich Narmer alle Bewohner einer Region zählte und diese dann durch das Determinativ als „Rebellen“ („sbj.w“) bezeichnete; zudem lag keine Aufteilung zwischen Männern und Frauen vor. Auf dem „Keulenkopf des Narmer“ wird somit die insgesamt friedliche Übernahme einer größeren Region beschrieben, die gleichzeitig den Charakter einer Volkszählung aufweist. 
Als auffällig erweist sich in der frühen Phase der Reichseinigungen die Zahl gezählter „Rebellen“ im Verhältnis zu den gleichzeitig genannten Viehbeständen. Zumeist lag dieses Verhältnis während der Prädynastik und des Alten Reiches bei etwa 1:3; im Neuen Reich erhöhte es sich auf 1:10. Die erfassten Zahlen unter Snofru stellen eine der wenigen Ausnahmen dar. Als Grundlage der genannten Zahlen dienten meistens Auflistungen von Tributleistungen, die von Regionen außerhalb des eigentlichen Kernterritoriums stammen. Die Veränderung des Zahlenverhältnisses gibt Anlass zu der Vermutung, dass in der frühen Phase der Reichseinigung größere Gebiete nach und nach zum eigentlichen Herrschaftsgebiet hinzugewonnen wurden. Als ergänzende Möglichkeit wird in diesem Zusammenhang eine Veränderung der Lebensgewohnheiten im Zuge der Sesshaftwerdung gesehen.

## Zweite Reichseinigung
Nach dem Tod des letzten Pharaos der 6. Dynastie, Pepis II., zerfiel das Alte Reich in der Ersten Zwischenzeit entlang seiner regionalen Grenzen in eine Vielzahl von Regionalstaaten. Nach einem über ein Jahrhundert währenden Bürgerkrieg gelang es dem thebanischen König Mentuhotep II. in seinem 14. Regierungsjahr, den konkurrierenden Regionalstaat um Herakleopolis zu erobern und die Einheit Ägyptens im Mittleren Reich wiederherzustellen.

## Dritte Reichseinigung
Infolge der Invasionen von Hyksos und Kuschiten wurde die Pharonenherrschaft in der Zweiten Zwischenzeit auf ein Drittel des bisherigen Territoriums zurückgedrängt. Im Laufe der Zeit eroberten die in Theben residierenden Könige das Land zurück, wobei dem Begründer der 18. Dynastie, Ahmose I., die endgültige Vertreibung der Hyksos und die Wiederherstellung des ägyptischen Großmachtstatus gelang.